# Château de Carew
Pour les articles homonymes, voir Carew.
Le château de Carew est un château de la paroisse civile de Carew dans le comté gallois du Pembrokeshire.
La famille Carew, qui tire son nom de l'endroit, possède toujours le château, bien qu'il soit loué au parc national côtier du Pembrokeshire, qui administre le site.

## Construction
Le château actuel, qui a remplacé un ancien donjon en pierre, est construit presque entièrement avec du calcaire local datant du Carbonifère, à l'exception de quelques caractéristiques architecturales Tudor tels que des cadres de fenêtres, fabriqués avec de la pierre importée des Cotswolds. Bien qu'à l'origine ce fut une forteresse normande, le château conserve un mélange de styles architecturaux, mais la structure a subi des modifications au cours des siècles successifs.
Pour entrer dans la cour intérieure (en), il faut traverser des douves asséchées où se situent une barbacane et un corps de garde. La façade du château est composée de trois tours en forme de « D » et de murs crénelés. L'arrière du château dispose de deux imposantes tours rondes. Au XVIe siècle, la muraille située au nord fut transformée dans un style Tudor avec des fenêtres ornées et de longues pièces.
La cour extérieure (en) contient des levées de terre construites par les défenseurs Royalists pendant la Première Révolution anglaise dans les années 1640.

## Histoire
L'utilisation du site à des fins militaires remonte à au moins 2000 ans.

### Histoire ancienne
Le château se dresse sur un promontoire calcaire qui domine la crique de Carew - une partie de l'estuaire maritime constituant l'estuaire de Milford Haven. Le site a très certainement été reconnu comme utile stratégiquement dès les temps les plus anciens, et de récentes fouilles dans la cour extérieure ont permis de découvrir les multiples remparts d'un fort datant de l'âge du fer.
À l'origine, le château normand était un donjon en pierre construit par Gérald de Windsor vers l'an 1100. Gérald fut nommé châtelain du château de Pembroke par Arnoul de Montgommery lors de la première invasion normande du Pembrokeshire. Il épousa Nest ferch Rhys, princesse du Deheubarth, autour de 1095. Le manoir de Carew faisait partie de la dot de Nest, et Gérald détruisit le fort existant pour construire son propre château sur les lignes normandes. Les murs extérieurs d'origine étaient en bois, et seul le donjon était en pierre. Il existe encore aujourd'hui sous le nom de "Old Tower" ("Vieille Tour").

### Période médiévale

Armoiries de Carew

Le fils de Gérald, William, prit le nom "de Carew", et au milieu du XIIe siècle, il créa une enceinte composée de murs en pierre intégrant le donjon d'origine avec à l'intérieur une "grande salle" (Great Hall). La structure actuelle à hautes parois, contenant un complexe de pièces et de couloirs autour de la circonférence, fut créée par Nicolas de Carew vers 1270, parallèlement à (et influencée par) la construction des châteaux édouardiens dans le nord du Pays de Galles. À cette époque, la cour extérieure était également murée.

### Période Tudor

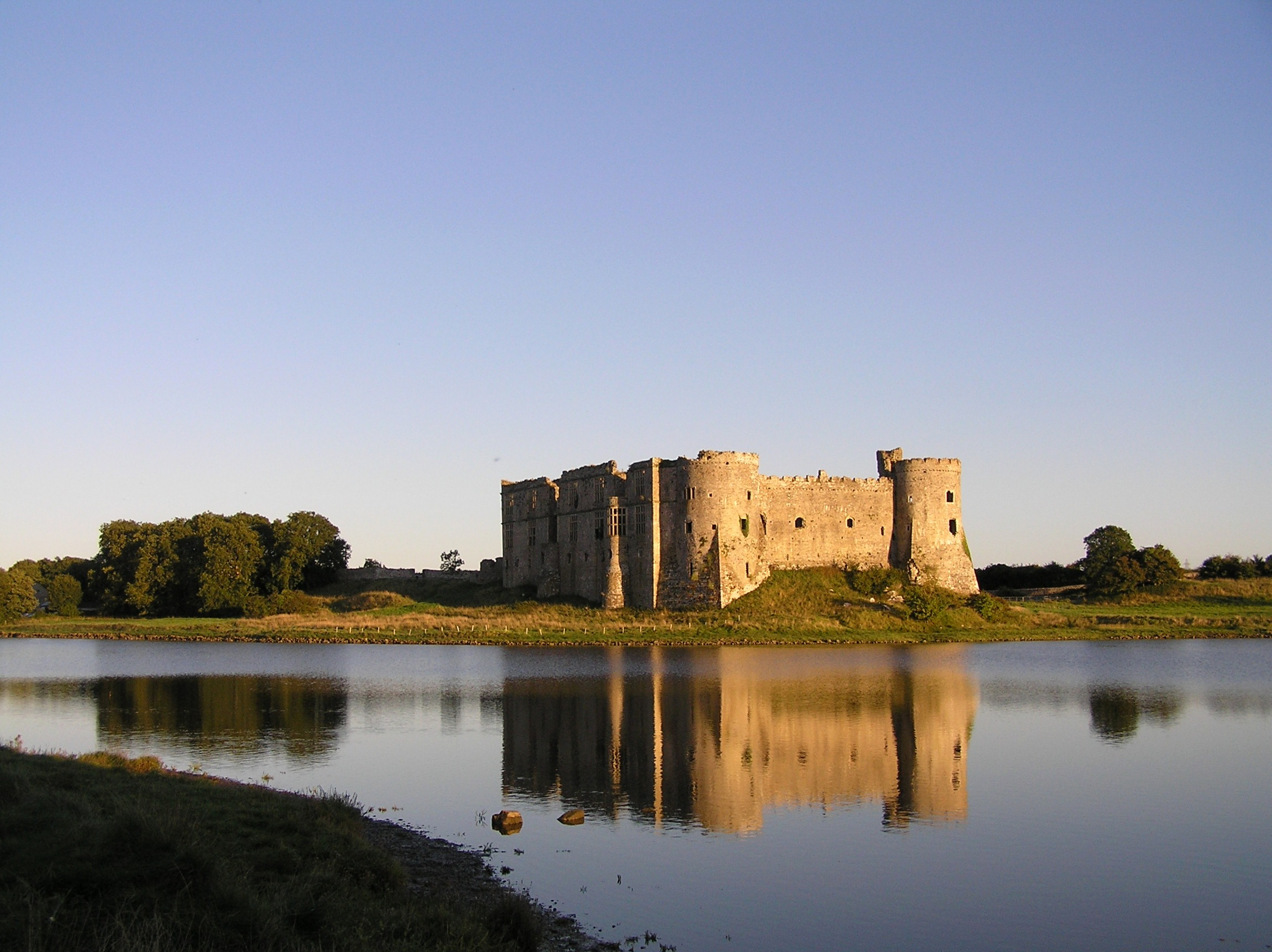
Rangée de pièces domestiques datant de la période Tudor, façade nord-ouest.

Les de Carew rencontrèrent des moments difficiles dans la période post-peste noire, le château fut d'ailleurs hypothéqué. Il tomba dans les mains de Rhys ap Thomas, qui fit fortune en changeant stratégiquement de camp, apportant alors son soutien à Henri Tudor juste avant la bataille de Bosworth.
Récompensé par des terres et un titre de chevalier, il agrandit le château, créant, à la fin du XVe siècle, des appartements de luxe dotés de nombreuses caractéristiques Tudor. Une porte intérieure est ornée de trois blasons: ceux de Henry VII, de son fils Arthur et de Catherine d'Aragon, la femme de ce dernier. Cette allégeance tourna à l'aigre. Le petit-fils de Rhys, Rhys ap Gruffudd, tomba en disgrâce et fut exécuté par Henri VIII en 1531 pour trahison. Le château revint ainsi à la Couronne et fut loué à divers locataires. En 1558, il fut acheté par Sir John Perrot (en), un Lord Deputy d'Irlande, qui termina les dernières modifications substantielles du château. Le ploutocrate élisabéthain reconstruisit les murs situés au nord afin de bâtir une longue rangée de pièces domestiques.

## Abandon
Perrot tomba ensuite en disgrâce et mourut emprisonné dans la tour de Londres en 1592. Le château revint à la Couronne et finit par être acheté à nouveau par la famille de Carew en 1607. Pendant la Première Révolution anglaise, le château fut refortifié par les Royalists bien que le sud du Pembrokeshire soutenait fortement les Parliamentarians. Après avoir changé trois fois de mains, le mur de la façade sud fut démoli pour rendre le château indéfendable pour les Royalists. À la Restauration, le château revint aux de Carew, qui continuèrent d'occuper l'aile est jusqu'en 1686.
Le château fut ensuite laissé à l'abandon. Une grande partie de la structure fut pillée pour sa pierre de construction et son four à chaux. Depuis 1984, Cadw finança une part importante de la restauration effectuée par le Parc national côtier du Pembrokeshire.

## Légende

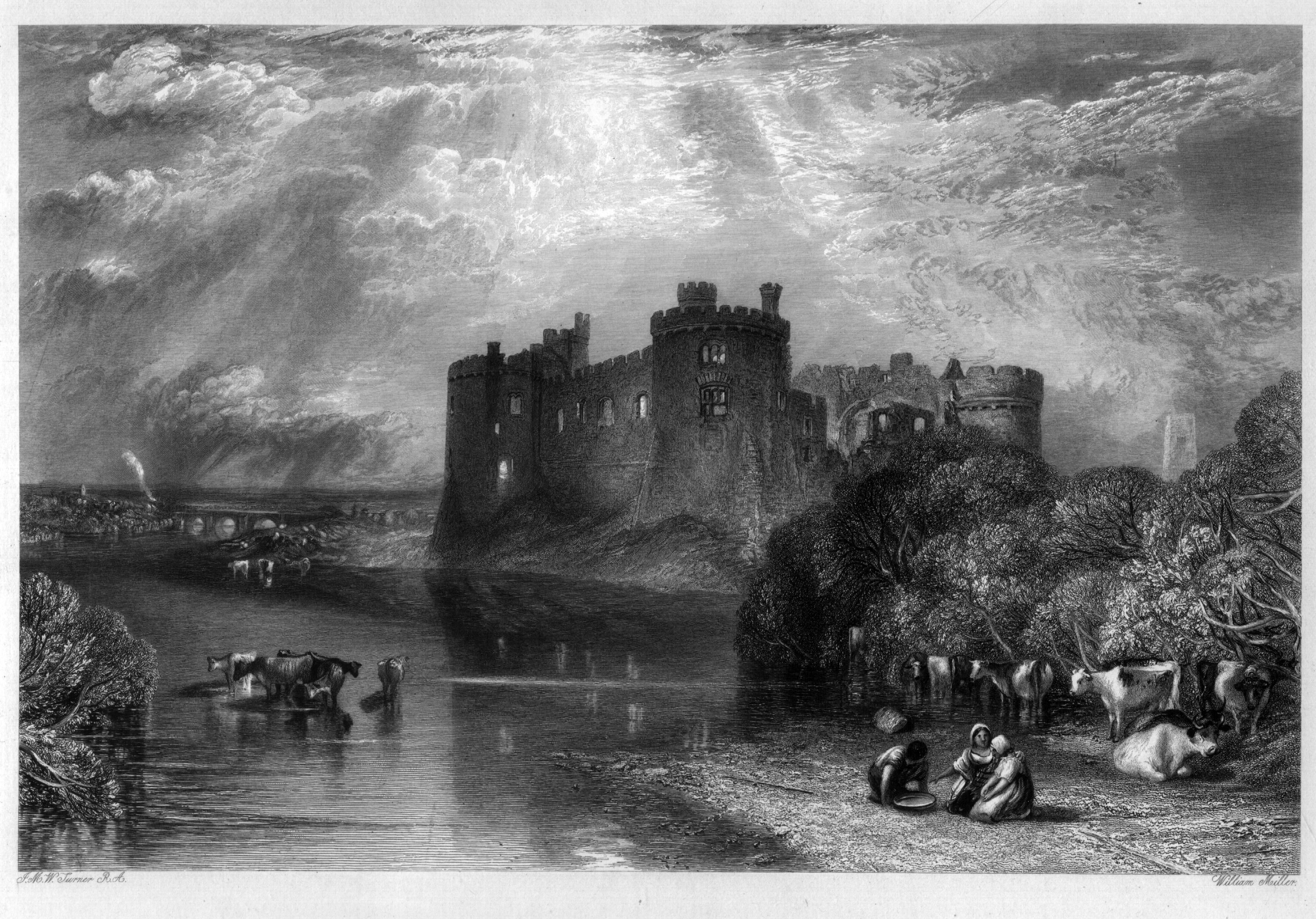
Gravure du château de Carew, de William Miller, d'après JMW Turner, 1838 environ.

Au XVIIe siècle, le seigneur du château, Sir Roland Rhys, gardait un macaque de Barbarie dans la tour nord-ouest. L'animal avait été capturé, à moitié fou, lors d'un naufrage contre les rochers au large de la côte du Pembrokeshire. Plutôt que de prendre soin du primate, Rhys l'avait enchaîné pour se divertir.
Une nuit d'orage, un commerçant flamand, ému et affligé, se rendit au château, accusant le fils du seigneur d'avoir forcé son chemin jusque chez lui et d'avoir violé sa fille. Ivre, Rhys desserra les chaînes du singe et l'incita à malmener l'homme. Proche de la mort, le commerçant réussit à s'en défaire mais, affaibli par la perte de son sang, il tenta de sortir avec difficulté et s'effondra, à demi-conscient.
Le commerçant revint à lui pour finalement voir la tour du château en feu, Rhys et le singe étant tous deux enfermés dans un combat mortel. L'homme s'enfuit dans un élan de survie. Selon des rumeurs, le fantôme du singe tourmenté hanterait le château depuis ce jour.

## Moulin à marée

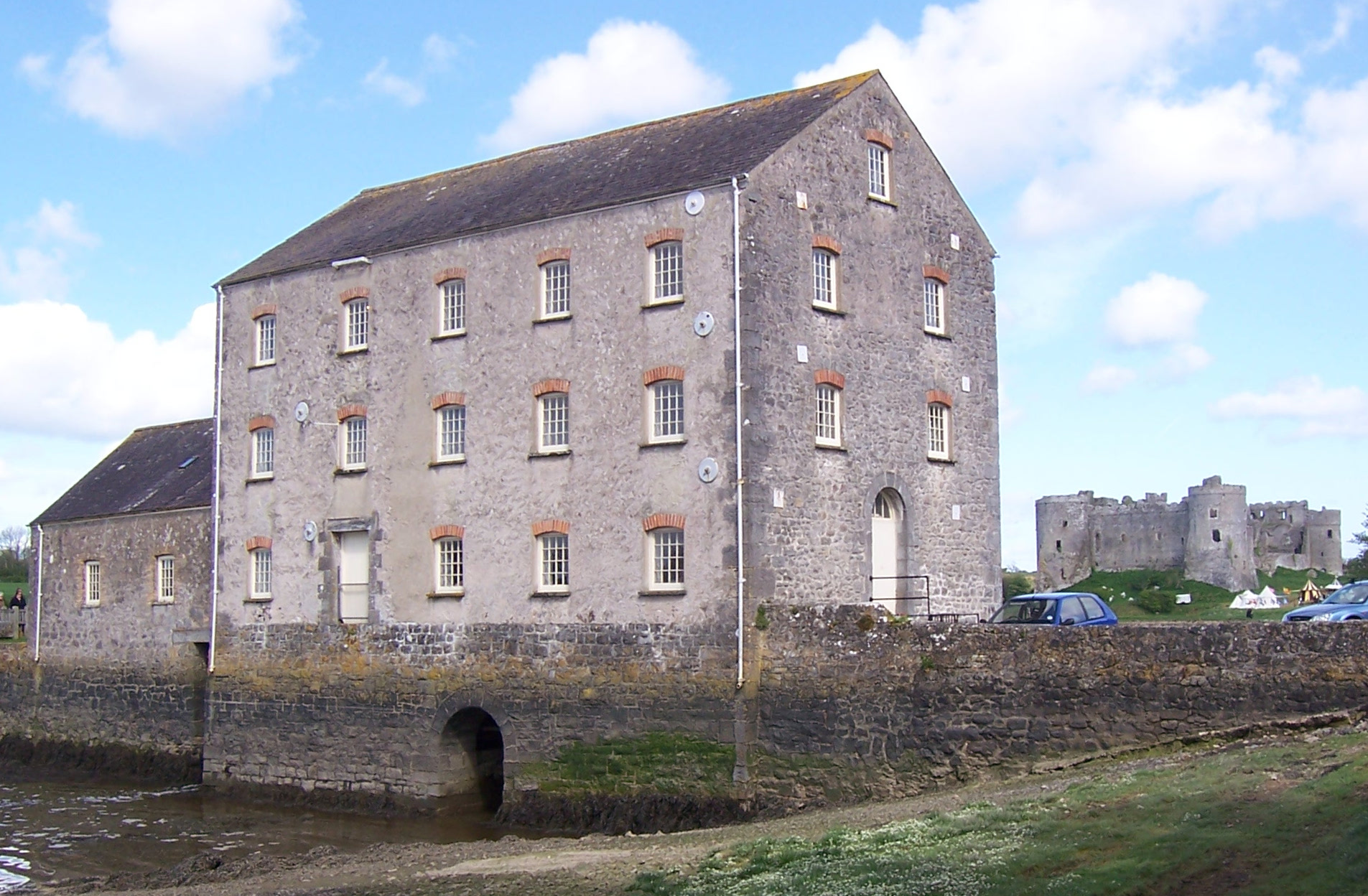
Moulin à marée de Carew, avec le château en arrière-plan.

Mill Carew est le seul moulin à marée encore intact au Pays de Galles. Il n'en existe que quatre en Grande-Bretagne, il est l'un d'entre eux. Bien que la date précise de son origine demeure incertaine, des preuves documentaires indiquent qu'un moulin se tenait à cet endroit en 1542. La première référence à l’existence d'une chaussée est faite lors d'une commission datant de 1630, ce qui montre que Sir John Carew avait restauré les vannes et les murs du pont-jetée environ 15 ans auparavant. Le bâtiment actuel a été construit au début du XIXe siècle et en effet, l'une des deux roues du moulin porte la date 1801. Le moulin a aussi souvent été désigné comme le "Moulin français" ("French Mill"), ce qui peut être une référence à l'utilisation de meules française ou à son design d'inspiration française.
Bien que ne fonctionnant plus, toutes les machines du moulin demeurent intactes. L'étang de marée a une superficie de 9 hectares (22 acres) et lorsqu'elle pénétrait le plus loin possible à l'intérieur des terres, la marée pouvait fournir beaucoup plus de puissance que le flux régulier d'une rivière.

## Source de la traduction
- (en) Cet article est partiellement ou en totalité issu de l’article de Wikipédia en anglais intitulé « Carew Castle » (voir la liste des auteurs).